# K. M. Walló
K. M. Walló (ze skautské přezdívky Kim), vlastním jménem Ladislav Walló (27. června 1914 Praha – 1. dubna 1990 Praha) byl český režisér, scenárista, spisovatel, překladatel, písňový textař a dabingový odborník, který je považován za zakladatelskou osobnost českého dabingu, otec dabingové režisérky a spisovatelky Olgy Walló.

## Životopis
Narodil se 27. června 1914 v Praze jako Ladislav Walló. Maturoval na akademickém gymnáziu. V roce 1937 získal titul doktorát na Právnické fakultě Univerzity Kalovy. Už během studijí se věnoval umělecké tvorbě. V únoru 1948 podepsal výzvu prokomunistické inteligence Kupředu, zpátky ni krok!, jež byla publikována dne 25. února 1948 pro podporu komunistického převratu. Psal básně, povídky, rozhlasové a divadelní hry, které také překládal. Režisérsky působil v Národním divadle v Brně a v dalších divadlech. Dvě z jeho divadelních her byly zfilmovány v ČSSR i v NDR. Režíroval celovečerní filmy, ke kterým si často psal scénáře. Také natáčel dokumenty a krátké filmy. Poté co přestal natáčet celovečerní filmy, začal se věnovat především dabingu. Stal se průkopníkem této disciplíny a založil dabingovou školu. Na jeho práci navázala také dcera Olga Walló, která se stala dabingovou režisérkou a překladatelkou.

## Překlady
Překládal z francouzštiny, italštiny, němčiny, ruštiny, řečtiny a španělštiny. Překládal texty, dabing i literární díla. Velmi populární je například jeho dabingový překlad českého znění sovětské pohádky Mrazík.

## Tvorba

### Filmografie
| Rok  | Název filmu                 | Role                | Poznámky                |
| ---- | --------------------------- | ------------------- | ----------------------- |
| 1944 | Malá přítelkyně             | režisér             | dokumentární            |
| 1946 | Svátek matek                | režisér             | krátkometrážní          |
| 1946 | Návrat k životu             | režisér             | dokumentární            |
| 1947 | Herecké mládí               | režisér, scenárista | dokumentární            |
| 1947 | Taneční zeměpis I-III       | režisér             | dokumentární            |
| 1948 | Léto                        | režisér             | celovečerní             |
| 1949 | Pojď s námi na palubu       | režisér, scenárista | dokumentární            |
| 1949 | Veliká příležitost          | režisér, scenárista | celovečerní             |
| 1951 | Rok stalinské epochy        | režisér, scenárista | dokumentární            |
| 1954 | Botostroj                   | režisér, scenárista | celovečerní             |
| 1956 | Nevěra                      | režisér, scenárista | celovečerní             |
| 1959 | Princezna se zlatou hvězdou | scenárista          | celovečerní             |
| 1962 | Krkolomná jízda             | režisér             | dokumentární            |
| 1964 | Napravení Jima Valentina    | scenárista          | TV film                 |
| 1967 | Napravení Jima Valentina    | scenárista          | TV film (divadelní hra) |
| 1984 | Múdra princezná             | scenárista          | TV film (divadelní hra) |

### Básnické sbírky
- Černá madona (1942)
- Návrat k životu (1948)
- Myslím na tebe (1955)